# Казас, Марк Ильич
Марк Ильи́ч Каза́с (18 [30] марта 1870, Симферополь — 3 января 1956, Харьков) — русский горный инженер, советский специалист в области санитарной техники, кандидат технических наук, профессор Харьковского института инженеров коммунального хозяйства. Внёс значительный вклад в развитие канализационной системы Харькова. Участник русско-японской и Первой мировой войн.

## Биография
Мордехай Ильич Казас родился 18 (30) марта 1870 года в Симферополе в караимской семье преподавателя истории и латыни Симферопольской мужской казённой гимназии, коллежского асессора Ильи Ильича Казаса. Окончив мужскую казённую гимназию, в 1889 году поступил на математическое отделение физико-математического факультета Императорского Новороссийского университета, но с 3-го курса перевёлся в Санкт-Петербургский горный институт, который окончил в 1897 году со званием горного инженера.
Трудовую деятельность начал в дорожном отделе Тверского губернского земства, где занимался исследованием земских грунтовых дорог. С 1899 по 1912 год служил в должности маркшейдера горного ведомства при Кавказском горном управлении в Тифлисе. Во время русско-японской войны был призван в действующую армию, служил прапорщиком в Анапском резервном батальоне в Екатеринодаре. В 1906 году переведён в Баку на должность помощника контролёра по учету нефти на казённых землях Апшеронского полуострова. В 1909 году был произведён в надворные советники.
В 1910 году получил должность внештатного маркшейдера при Кавказском горном управлении. В 1911 году по поручению Николаевской городской управы совместно с Д. С. Черкесом были проведены исследования и составлен проект канализации и очистительных сооружений Николаева. В 1912 году по собственному прошению уволен со службы на Кавказе. Перевёлся в Харьковскую городскую управу на должность заведующего технической конторы на строительстве канализации под руководством главного строителя канализации Д. С. Черкеса. В январе 1914 года командирован для изучения работы канализации и мусоросжигания в Берлине, Париже, Лондоне, Манчестере и Бирмингеме.
Во время Первой мировой войны был мобилизован. Тяжело ранен на Кавказском фронте в 1914 году. Дослужился до звания прапорщика. После демобилизации в 1917 году вернулся в Харьков на работу в Харьковскую городскую канализацию. В 1917—1924 годах работал старшим инженером, заведующим технической конторы строительства и эксплуатации Харьковской канализации, заведующим отдела благоустройства предприятий Главного коммунального хозяйства УССР. С 1924 по 1931 год — член бюджетно-финансовой секции по вопросам коммунального хозяйства Госплана УССР.
В 1925—1927 годах работал консультантом по топографической съёмке города в межевом отделе Харьковского горсовета. В 1931—1932 годах заведовал секцией канализации Донбассводопроекта, в 1932—1937 годах — начальник технического отдела Харьковской канализации, а впоследствии — заведующий группы проектирования канализации Большого Харькова. Совместно с профессором Д. С. Черкесом работал над проектами канализации Полтавы, многих посёлков Донбасса, Славянского курорта, Симферопольского конезавода, Аянского водопровода для Симферополя.
Награждён медалью «За доблестный труд».
Умер 3 января 1956 года в Харькове.

### Личная жизнь
Владел французским, немецким и английским языками.
Жена — Анна Георгиевна Казас.

## Научная и преподавательская деятельность
В 1935—1936 годах практическую работу совмещал с научной деятельностью в Гидротехнической лаборатории Югспецстроя. В 1922—1926 годах сотрудничал с журналом «Коммунальное хозяйство Украины».
Преподавательскую деятельность начал в 1922—1924 годах, читая курс лекций по санитарной технике во Всеукраинском коммунальном техникуме, а с 1926 —
на коммунальном факультете Вечернего техникума народного хозяйства и на курсах для врачей. С 1930 года работал в Харьковском институте инженеров коммунального строительства (ХИИКС). В 1937 году получил степень кандидата технических наук, в 1939 году утверждён в звании профессора кафедры санитарной техники. Во время немецко-фашистской оккупации работал инженером канализационного хозяйства. После освобождения города вернулся на должность профессора ХИИКС. В 1945 году основал и возглавил кафедру водоснабжения и канализации института. 19 июля 1949 года был утверждён в должности профессора кафедры городского хозяйства и санитарной техники ХИИКС. Его авторству принадлежит 15 научных работ общим объёмом в 57 печатных листов. Среди них «Краткий справочник проектировщика канализации», дважды переизданный в 1935 и 1937 годах.